# Thereva niveipennis
Thereva niveipennis är en tvåvingeart som beskrevs av Krober 1914. Thereva niveipennis ingår i släktet Thereva och familjen stilettflugor.
Artens utbredningsområde är Kalifornien. Inga underarter finns listade i Catalogue of Life.